# Palestine (Texas)
Palestine ist eine Stadt im Anderson County im US-Bundesstaat Texas in den Vereinigten Staaten. In der Stadt befindet sich auch der Sitz der Countyverwaltung (County Seat). Das U.S. Census Bureau hat bei der Volkszählung 2020 eine Einwohnerzahl von 18.544 ermittelt.

## Geographie
Die Stadt liegt im mittleren Osten von Texas, an der Zusammenführung der U.S. Highways 79 und 287 im Zentrum des Countys, etwa 180 Kilometer südöstlich von Dallas, 230 Kilometer nördlich von Houston und hat eine Gesamtfläche von 46,3 km².

## Geschichte
Benannt wurde die Stadt nach Palestine, Illinois, dem Herkunftsort der ersten Siedler. Im Januar 2003 war Palestine einer jener Orte, auf die einige Trümmer der verunglückten Raumfähre „Columbia“ herabfielen.

## Demografische Daten
Nach der Volkszählung im Jahr 2000 lebten hier 17.598 Menschen in 6.641 Haushalten und 4.582 Familien. Die Bevölkerungsdichte betrug 383,9 Einwohner pro km2. Ethnisch betrachtet setzte sich die Bevölkerung zusammen aus 64,60 % weißer Bevölkerung, 24,77 % Afroamerikanern, 0,49 % amerikanischen Ureinwohnern, 0,79 % Asiaten, 0,07 % Bewohnern aus dem pazifischen Inselraum und 7,90 % aus anderen ethnischen Gruppen. Etwa 1,37 % waren gemischter Abstammung und 14,88 % der Bevölkerung waren spanischer oder lateinamerikanischer Abstammung.
Von den 6.641 Haushalten hatten 34,9 % Kinder unter 18 Jahre, die im Haushalt lebten. 47,2 % davon waren verheiratete, zusammenlebende Paare. 18 % waren allein erziehende Mütter und 31 % waren keine Familien. 28 % aller Haushalte waren Singlehaushalte und in 13,7 % lebten Menschen, die 65 Jahre oder älter waren. Die Durchschnittshaushaltsgröße betrug 2,57 und die durchschnittliche Größe einer Familie belief sich auf 3,13 Personen.
29,1 % der Bevölkerung waren unter 18 Jahre alt, 9,2 % von 18 bis 24, 25,6 % von 25 bis 44, 20,0 % von 45 bis 64, und 16,2 % die 65 Jahre oder älter waren. Das Durchschnittsalter war 34 Jahre. Auf 100 weibliche Personen aller Altersgruppen kamen 84,8 männliche Personen. Auf 100 Frauen im Alter von 18 Jahren und darüber kamen 78,2 Männer.

Das jährliche Durchschnittseinkommen eines Haushalts betrug 30.497 USD, das Durchschnittseinkommen einer Familie 35.806 USD. Männer hatten ein Durchschnittseinkommen von 28.331 USD gegenüber den Frauen mit 20.662 USD. Das Prokopfeinkommen betrug 15.514 USD. 20,7 % der Bevölkerung und 16,6 % der Familien lebten unterhalb der Armutsgrenze. Davon waren 27,7 % Kinder und Jugendliche unter 18 Jahren und 14,6 % waren 65 oder älter.

## Wirtschaft
Wichtigster Arbeitgeber ist das Texas Department of Criminal Justice, das über 3900 Mitarbeiter beschäftigt sowie ein Frachtzentrum der Firma Wal-Mart mit rund 1600 Beschäftigten.

## Söhne und Töchter der Stadt
- Smith Ballew (1902–1984), Schauspieler, Sänger und Orchesterleiter
- Bonnie Bentley (* 1979), Schauspielerin
- Sandra Glover (* 1968), Leichtathletin und Medaillengewinnerin bei den Weltmeisterschaften 2003 in Paris und 2005 in Helsinki
- Adrian Peterson (* 1985), Footballspieler